# 紅磚地鐵站
紅磚地铁站（英語：Brickland MRT Station，代號NS3A）是新加坡地鐵南北線上的計劃車站，位于新加坡本岛武吉巴督规划区。車站於2024年開始建設，預計2034年完工。

## 歷史

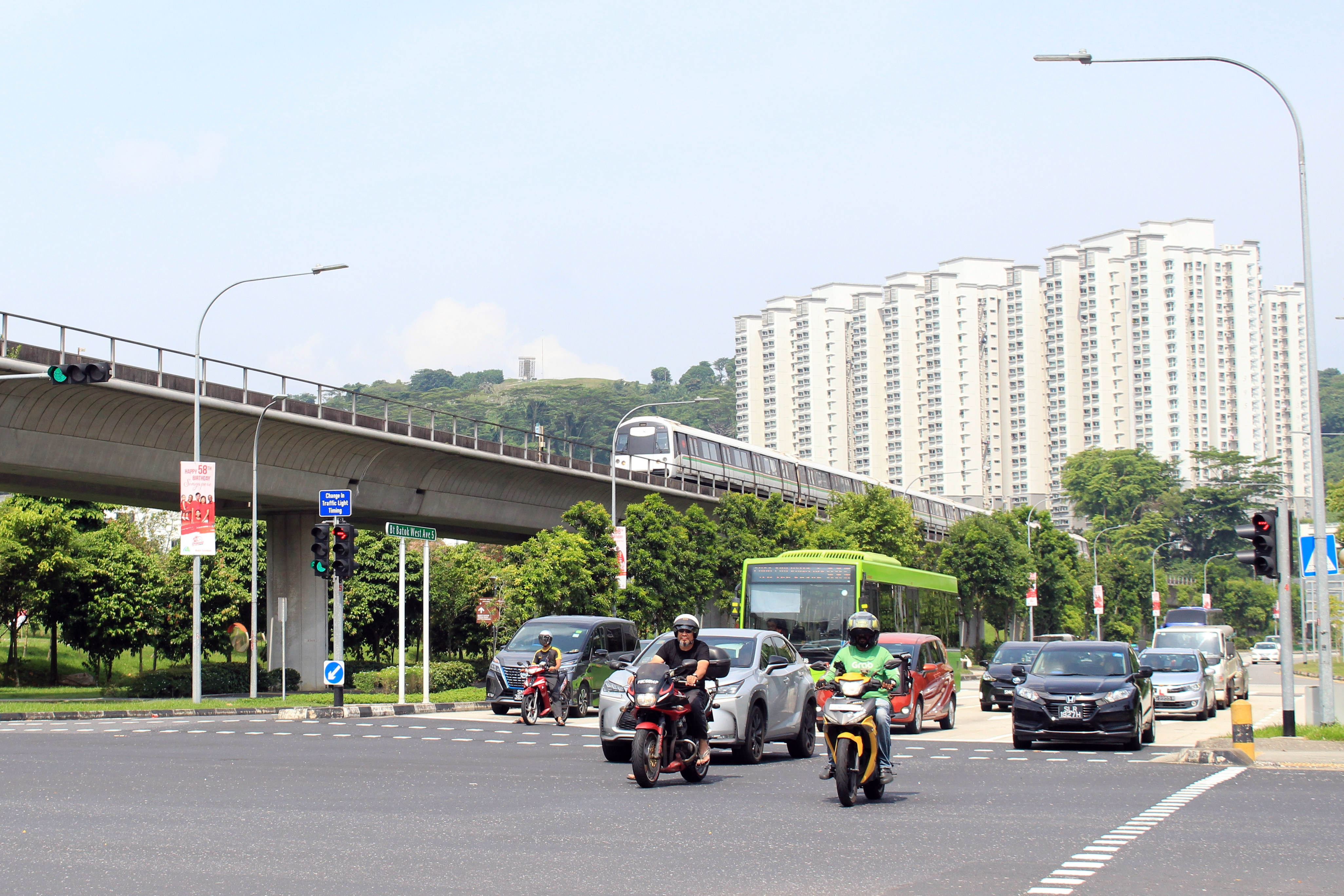
地鐵站位置下方道路

2019年5月25日，作為陸路交通管理局2040年陸路交通總體規劃的一部分，紅磚站被首次提出。該車站計劃為來自 Keat Hong、武吉巴督、Pavilion Park、登加紅磚區以及未來住宅開發項目的約13,000個現有家庭提供服務。該車站於2023年7月28日正式確認，計劃於2024年開始建設，竣工日期為2034年。由於需要在現有線路上加建車站，而該線路在最初設計建設時並未預留加建空間，因此需要進行大量改造工程。施工只能在夜間維修時間進行。